# Świr (rzeka)
Świr (ros. Свирь) – rzeka w północno-zachodniej części Rosji o długości 224 km, która wypływa z jeziora Onega i uchodzi do jeziora Ładoga.